# Пистолет
Пистолет е общото наименование за различните по вид и конструкция огнестрелни късоцевни оръжия за индивидуална употреба, предназначени да бъдат държани с една и/или две ръце.
Пистолетите биват полуавтоматични, револвери, а също така терминът се използва и за по-старите едно (или повече) зарядни оръжия с ударно-спусков механизъм (петле). Към пистолетите (спрямо размера, боеприпасите, устройството и т.н.) могат да бъдат причислени и автоматичните(картечни) пистолети.

## История
Първият пистолет е създаден в началото на XV век  и е бил еднозаряден, с ръчно дулно зареждане. Дизайнът на пистолетите такъв, какъвто го познаваме сега започва да се оформя през XIX век.

## Принцип на действие
Пистолетите използват следните принципи на работа:
- затвор с коленна става. Използван е от Люгер и днес от американските Рюгер (копие на Люгер). При него затворът се държи в 3 точки и се движи в нещо като шарнир. При стрелба затворът отскача нагоре. Този принцип е сложен, непрактичен и ненадежден. Днес не се използва;

- откат на свободния затвор (някъде се споменава като движение на свободната маса на затвора). Това е най-простият принцип на действие. Цевта е неподвижна, при изстрел затвора тръгва назад до определено положение, при което изхвърля празната гилза, след което под действие на възвратната пружина тръгва напред и вкарва нов патрон. Този принцип се използва при Макаров, Валтер ПП, някои модели на Берета, както при всички пистолети, които използват относително маломощни патрони;

- къс ход на цевта, ограничен с обеца. При него след изстрел цевта тръгва няколко мм назад, под нея има лостче, свързано с нея, чрез подвижно съединение „обеца“. Използва се от Колт, ТТ и др. техни производни. Днес почти не се прилага;

- газова спирачка. Използва част от енергията на барутните газове освен за презареждане и за задържане на затвора, заключен към патронника, докато проектила напусне цевта. Тази конструкция, като за пистолет е модерна и нестандартна. Използва се при два модела на Хеклер и Кох;

- къс ход на цевта, ограничен с подвижен детайл (падащо лостче). Днес това е най-използваният принцип при мощните пистолети. При него цевта също има ход назад, но движението им се спира с подвижна част, която слиза надолу. Този принцип на действие използва Берета Ф92, Глок във всичките му модификации, ЗИГ-Зауер, Валтер, Смит и Уесън и много други пистолети, използващи мощни патрони (вкл. българския Аркус, руския Гюрза и т.н.).

Пистолетите използват принципа на иницииране на патрона също като револверите и всички съвременни късо и дълго леко стрелкови оръжия. Когато се натисне спусъка ударникът, под въздействие на натегната пружина, се задвижва и удря иглата, която натиска възпламенителния капсул на гилзата и съответно барутът вътре се възпламенява и куршумът излита. При всички полуавтоматични механизми целият цикъл се повтаря автоматично – изхвърляне/екстракция на изстреляната гилза, запъване на ударника и зареждане на нов патрон.